# Lyna

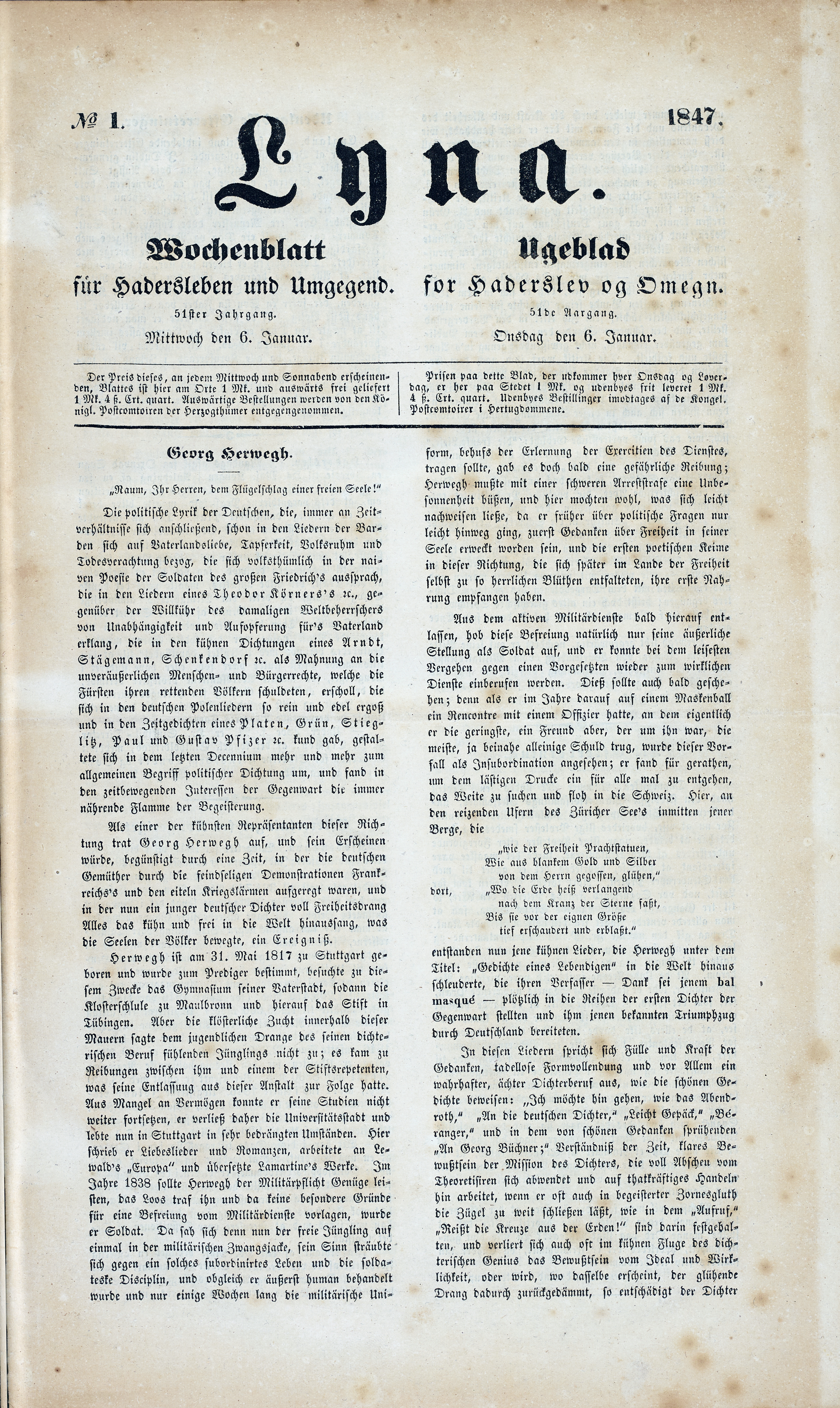
Lyna vom 6. Januar 1847

Lyna war eine deutschsprachige Wochenzeitung in Hadersleben (Haderslev) in Schleswig von 1797 bis 1848. Sie war eine der ersten deutschsprachigen Zeitungen in Dänemark.

## Geschichte
Am 1. Januar 1797 erschien die erste Ausgabe von Lyna in der Buchdruckerei von Heinrich Jensen. (Sie war die zweite deutschsprachige Zeitung in Hadersleben nach den Nachrichten vom Baltischen Meere von 1765 und 1767 von Johann Friedrich Camerer.)
Sie berichtete über aktuelle Ereignisse in der Stadt und enthielt auch Artikel zu allgemeineren kulturellen und gesellschaftlichen Themen.
Ab 1839 gab es auch einen dänischsprachigen Teil. In dieser Zeit war Dannevirke ein dänischsprachiges Konkurrenzblatt in Hadersleben. Ein Redakteur war Schulz.
1848 wurde das Erscheinen eingestellt. 
Bezeichnungen
- Lyna. Eine Wochenschrift, 1797–1839
- Lyna. Haderslebener Wochenblatt, 1839–1840
- Lyna, 1840–1843
- Lyna. Wochenblatt für Hadersleben und Umgegend. Ugeblad for Haderslev og Omegn, 1844–1847
- Lyna. Ein schleswigsches Wochenblatt, 1848